# Memorial (associazione)
Memorial (Мемориал in russo) è un'associazione non governativa che ha avuto sede a Mosca ed opera nelle ex Repubbliche dell'Unione Sovietica. Fondata nel 1989, rappresenta la più importante organizzazione di denuncia dei crimini del regime sovietico, svolgendo una funzione fondamentale sia sul piano della ricerca storica sia come centro impegnato attivamente nella difesa dei diritti umani. L'associazione venne promossa da un gruppo di rappresentanti della dissidenza sovietica, tra cui Andrej Sacharov, Jan Račinskij, Oleg Orlov, Lev Ponomarëv, Sergej Kovalëv, Irina Scherbakova, Svetlana Gannuškina e Arsenij Roginskij.
L'associazione ha una sede anche in Italia, aperta il 20 aprile 2004, occupandosi della memoria dei gulag e dei 1200 italiani vittime, oltre ad occuparsi di diffondere notizie sulle violazioni dei diritti umani nell'area ex URSS, in solidarietà con membri espatriati della dissidenza russa e bielorussa, nonché esponenti della società civile ucraina e georgiana.
Nel 2021 la Corte Suprema russa ne decreta lo scioglimento per violazioni della legge sugli «agenti stranieri» (come era classificata  dal 2016) e in seguito la procura la dichiara «organizzazione indesiderabile». La sede principale in attività si trova oggi in Germania.
Nel 2022 Memorial è stata insignita del premio Nobel per la pace, assieme all'attivista bielorusso Ales' Bjaljacki fondatore di Viasna e al Centro per le libertà civili ucraino. L'associazione ha continuato le sue attività in Russia almeno fino al 2023.

## Attività
Secondo lo statuto dell'associazione, Memorial si pone come obiettivi:
- Promozione dello sviluppo della società civile, la coscienza giuridica dei cittadini e uno stato di diritto democratico al fine di prevenire un ritorno al totalitarismo;
- Assistenza nella divulgazione dei valori democratici e nell'affermazione dei diritti individuali;
- Riabilitazione delle vittime delle repressioni politiche e diffusione d'informazioni su tali repressioni.[6]

Prima del suo scioglimento in Russia all'inizio del 2022, era composta da due entità giuridiche separate: «Memorial International», il cui scopo era la documentazione dei crimini contro l'umanità commessi nell'Unione Sovietica, in particolare durante l'era stalinista; il «Centro per la difesa dei diritti umani Memorial», che si concentrava sulla protezione dei diritti umani, in particolare nelle zone di conflitto nella Russia moderna e nei suoi dintorni. Le due strutture sono state riorganizzate e oggi Memorial si occupa sia della memoria delle persecuzioni comuniste che della protezione dei diritti umani nei paesi ex sovietici, fornendo sostegno politico e morale a prigionieri politici e perseguitati. Oltre a Memorial International è stato ricostituita all'estero l'associazione per i diritti umani, Memorial Human Rights Center.
Memorial conferisce la designazione di prigioniero politico a chi è stato incarcerato per motivi politici, indipendentemente dai suoi atti o dalle accuse ricevute; tale riconoscimento è concesso talvolta anche a resistenti e combattenti per la libertà che praticano la lotta armata.

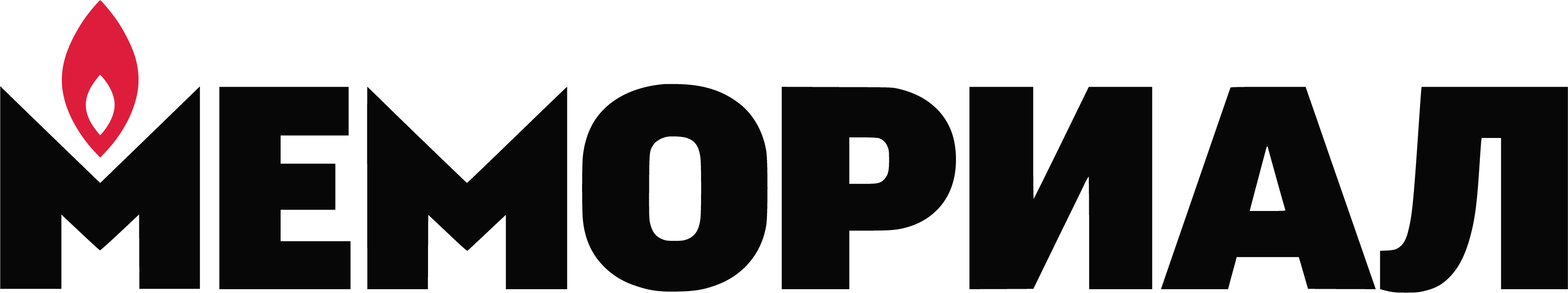
Logo di Memorial in russo

Memorial ha ottenuto lo status di partecipante al Consiglio d'Europa e in Transparency International,; ha ottenuto diverso sostegno: il Centro Sakharov, Amnesty International, Civil Rights Defenders, Front Line Defenders, Human Rights Watch, Centro europeo di difesa dei diritti umani (EHRAC), Comitato contro la tortura, Federazione internazionale dei diritti umani (FIDH), Comitato Helsinki norvegese (NHC), Consiglio del forum della società civile UE-Russia, Centro per l'analisi e la prevenzione dei conflitti (CAPC), Fondazione Heinrich Böll, Comitato di assistenza civica, Centro El'cin, "OVD-Info", PEN-Mosca, l'associazione Libertà di parola, il movimento "Voce" (Golos), "Free Historical Society", nonché rappresentanti di Unione europea, Germania, USA, Repubblica Ceca, l'ex presidente dell'URSS Michail Gorbačëv e il caporedattore di Novaja Gazeta Dmitrij Muratov e molti altri valutano o hanno definiti all'unanimità "Memorial" e "Memorial International" come una delle fondamenta della società civile russa e delle organizzazioni senza scopo di lucro, le cui attività rendono un prezioso contributo alla preservazione della memoria dei crimini del totalitarismo e alla prevenzione della loro perpetuazione.
In Italia la sezione di Memorial ha ottenuto il riconoscimento di ente che svolge attività socialmente rilevante al pari di associazioni come Amnesty International, nel suo caso come gruppo di ricerca storica e sociale, potendo accedere alla ripartizione del 5x1000 IRPEF nelle dichiarazioni dei redditi alla voce "finanziamento della ricerca scientifica e delle università".

## Finanziamenti
Memorial, secondo i suoi dipendenti, non riceve finanziamenti governativi ed esiste grazie a donazioni derivate da sponsorizzazioni, attività editoriali e commerciali, nonché entrate da titoli, ecc. Durante la presidenza di Boris El'cin, nel Paese non esistevano meccanismi per sponsorizzare le organizzazioni per i diritti umani. Il primo tra gli sponsor stranieri della società è stata la George Soros Foundation (che ha finanziato Memorial per alcuni anni, prima degli anni 2000), seguita dalla Charitable Foundation for Cultural Initiatives (Mikhail Prokhorov Foundation), la Dmitry Zimin's Dynasty Foundation for Non-Profit Programs, l'Agenzia degli Stati Uniti per lo Sviluppo Internazionale (USAID) e l'Università di Oxford.
Le fonti di finanziamento erano precedentemente indicate sul sito web dell'organizzazione nella sezione "I nostri partner e donatori":
- Fondo globale per la prevenzione dei conflitti (ambasciata britannica);
- Commissione europea;
- Centro Europeo per i Diritti Umani;
- Comitato Helsinki norvegese;
- Alto commissariato delle Nazioni Unite per i rifugiati;
- Ambasciata di Francia in Russia;
- Civil Rights Defenders;
- Amnesty International;
- Ambasciata della Repubblica di Corea in Russia;
- Movimento «Dignità Civile» (Движение «Гражданское достоинство»);
- Istituto per le questioni della società civile (Институт проблем гражданского общества);
- Front Line Defenders

Nell'ultimo rapporto annuale di "Memorial" per il 2020, le seguenti organizzazioni sono menzionate tra partner e donatori: Commissione europea, Amnesty International, Human Rights Watch, Federazione internazionale per i diritti umani, Comitato Helsinki norvegese, Partenariato internazionale per i diritti umani, Oak Foundation, Civil Rights Defenders, UNCHR, nonché ambasciate e consolati di Germania, Gran Bretagna, Francia, Paesi Bassi, Svezia, Norvegia, Corea del sud.

## Storia
La creazione di Memorial fu una risposta alla crescente consapevolezza pubblica degli abusi storici all'interno dell'Unione Sovietica durante gli anni '80, nonché alla preoccupazione per i diritti umani di quegli stessi anni. Ciò avvenne nel contesto della perestrojka (ristrutturazione) e della glasnost' (trasparenza), politiche perseguite dal presidente Gorbačëv (1985-1991) che portarono ad una maggiore apertura del governo verso la società civile. Una precedente dichiarazione degli obiettivi poi perseguiti da Memorial fu fatta dai dissidenti dell'era Brežnev (1964-1982) nel febbraio 1974, in seguito all'espulsione dall'URSS dello scrittore dissidente Aleksandr Solženicyn. Essi chiesero la pubblicazione in URSS del libro Arcipelago Gulag di Solženicyn, l'apertura di tutti gli archivi della polizia segreta relativi al passato e l'insediamento di un tribunale internazionale per giudicare i crimini della polizia segreta sovietica.
Alcuni di questi obiettivi divennero realizzabili alla fine degli anni 1980, quando diversi attivisti come Lev Ponomarëv, Jurij Samodurov, Vjačeslav Igrunov, Dmitrij Leonov e Arsenij Roginskij proposero di commemorare le vittime dello stalinismo attraverso la creazione di un monumento, un museo, un archivio e una biblioteca.
Con l'avvento di Vladimir Putin alla Presidenza della Russia (2000), l'atteggiamento delle autorità verso Memorial si è fatto repressivo ed è stata ostacolata la sua attività.
Il 28 dicembre 2021 la Corte Suprema della Russia ha ordinato a Memorial International di cessare l'attività (per violazione della legge sugli agenti stranieri), con una decisione di cui la Corte europea dei diritti dell'uomo ha chiesto la sospensione in via interinale. La procura di Mosca ha definito Memorial «organizzazione indesiderabile», vietandone le attività.
La vera ragione della chiusura di Memorial è emersa dalle dichiarazioni rese dall’ufficio del procuratore generale di Mosca, secondo cui l’associazione avrebbe «creato una falsa immagine dell'Unione sovietica come Stato terrorista», denigrando «la memoria della seconda guerra mondiale» e «gli organi di potere» (cosiddetta «legge contro la riabilitazione del nazismo», una legge di censura che vieta di discutere l'operato di Stalin).

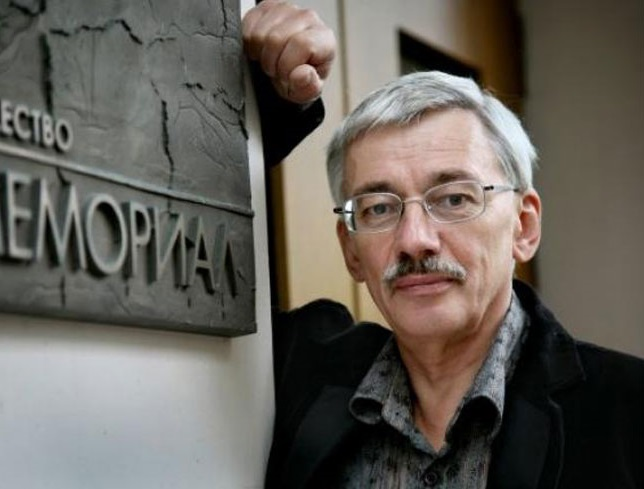
Oleg Orlov, co-presidente del Centro per i diritti umani Memorial

Jan Račinskij, che presiedeva l'organizzazione al momento del riconoscimento del massimo premio Nobel, ha rivelato il 10 dicembre 2022 che le autorità russe lo hanno invitato a non ritirare il premio.
Oleg Orlov ha invece subìto un procedimento penale per «ripetuto discredito delle forze armate», è stato arrestato e condannato in Russia per la sua posizione contro la guerra in Ucraina e le critiche al governo, e ha dovuto lasciare il Paese dopo la sua scarcerazione (2024). È stato inoltre dichiarato «agente straniero».
Nel 2022-23 l'associazione ha cessato le sue attività ufficiali sul territorio russo, trasferendo la sede all'estero, pur continuando ad operare clandestinamente nella Federazione Russa tramite una rete di organizzazioni che offrono assistenza materiale, economica e giuridica alle numerose vittime di violazioni dei diritti civili.

## Riconoscimenti ed onorificenze
- Il Parlamento europeo ha assegnato il «Premio Sakharov per la libertà di pensiero» 2009 a Ljudmila Alekseeva, Oleg Orlov e Sergej Kovalëv in rappresentanza di Memorial.

- La scrittrice e storica Irina Scherbakova, fondatrice e membro dello staff di Memorial, ha ricevuto il premio Ossietzky[35] e la medaglia Goethe per il suo lavoro relativo alle attività di Memorial.